# Belba alpina
Belba alpina är en kvalsterart som beskrevs av Schwizer 1956. Belba alpina ingår i släktet Belba och familjen Damaeidae. Inga underarter finns listade.